# 九顶山站
九顶山站是青岛地铁6号线的地铁车站，位于中华人民共和国山东省青岛市黄岛区江山南路与富春江路交叉口北侧，于2024年4月26日开通。

## 车站结构
九顶山站位于江山南路与富春江路交叉口北侧，沿江山南路路东设置，呈南北走向，为地下两层岛式站台车站，车站长286.8米，车站地下一层为站厅层，地下二层为站台层，站台设置全高站台门。车站北侧设有一条单渡线。
| 地面              | 出入口 | A、B1、B2出入口 |
| 地下一层          | 站厅   | 客服中心、自动售票机、验票机                                                                                          |
| 地下二层          | 站台   | \| \| \| 6号线往横云山路（钱塘江路（青职学院）） \| \| 島式 · 開左邊车门 \| \| \| \| \| \| 6号线往灵山湾（王家港） \| |
|                   |        | 6号线往横云山路（钱塘江路（青职学院））                                                                               |
| 島式 · 開左邊车门 |        | |
|                   |        | 6号线往灵山湾（王家港）                                                                                               |

## 出入口
九顶山站共设3个出入口，各出口及周围设施如下所示：
| 编号                    | 指示                       | 建议前往的目的地             | 图片 |
| ----------------------- | -------------------------- | ---------------------------- | ---- |
| A · 出口                | 江山南路(东)               |                              |      |
| B · 1 · 出口            | 江山南路(东)，富春江路(北) |                              |      |
| B · 2 · 出口 · （设有） | 江山南路(西)，富春江路(北) | 青岛西海岸新区江山路第一小学 |      |
| 图例： 设有             |                            |                              |      |

## 接驳交通

### 公交车
- 盛世江山：K3路，黄岛18路定时快车，黄岛20路，黄岛21路，黄岛22路，黄岛308路，黄岛50路，黄岛50路区间，黄岛51路，黄岛810路
- 薛辛庄东：黄岛21路，黄岛50路，黄岛50路区间，黄岛51路，黄岛K22路

## 车站历史
本站工程名为富春江路站，正式站名为九顶山站，以车站东北侧的九顶山命名。
- 2022年8月21日，车站装配段拼装完成[2]。
- 2024年4月26日，车站随6号线一期通车开通[1]。